# トランペット協奏曲 (フンメル)
《トランペット協奏曲（伊語：Concerto a Trombe Principale ）ホ長調》は、ヨハン・ネポムク・フンメルの作品。フランツ・ヨーゼフ・ハイドンの《トランペット協奏曲》と同じく、ウィーンのトランペットのヴィルトゥオーソで有鍵トランペットの発明者、アントン・ヴァイディンガーのために作曲された。1803年に作曲・初演され、翌1804年にハイドンの後任楽長としてのエステルハージ宮廷楽団への就任を彩ることになった。
主に第2楽章において、演奏上の理由から、ヴァイディンガーが手を入れた箇所がいくつかあるが、果たしてフンメルの同意を得てなされた改訂なのかどうかは不明である。自筆譜には追加・訂正を記した紙が張り付けられており、ファクシミリ版でも再現されている 。
現在では、現在の変ロ調トランペットで演奏しやすいように半音下げて変ホ長調で演奏される機会が多いが、ウィントン・マルサリスは原調で演奏・録音している（レイモンド・レッパード指揮、イギリス室内管弦楽団、ソニー・レコード、2000年発売）。
アメリカ合衆国のトランペット奏者エドワード・タールは初めて原調で同曲を出版したが、校訂および解説書"Concerto a tromba: Introduction, Historic Consideration, Solo Part"（『トランペット協奏曲：概論、歴史的考察、分析、校訂報告、ソロ・パート』）において同曲にモーツァルトらの主題が引用されていると指摘している 。
以下の3つの楽章から成る。
1. Allegro con sprito：ホ長調
2. Andante：イ短調。切れ目なく第3楽章へ続く。
3. Rondo：ホ長調

## 楽器編成
独奏トランペット, フルート1, オーボエ2, クラリネット2, ファゴット2, ホルン2, ティンパニ, 弦五部